# 徐元鸿
徐元鸿 （1965年3月—），男，在职研究生，中共党员，曾任中共河南省委常委，河南省军区党委书记、政委。
2020年4月，任河南省军区党委书记、政委。
2021年10月，任中共河南省委委员、常委。